# Will E. Sheerer
Will E. Sheerer (1871 – Yonkers, 24 dicembre 1915) è stato un attore statunitense all'epoca del cinema muto.
Nella sua carriera, svoltasi tutta negli anni dieci del Novecento, girò un'ottantina di pellicole.

## Filmografia
- Aunt Miranda's Cat, regia di C.J. Williams (1912)
- The Passing Parade - cortometraggio (1912)
- Caprices of Fortune, regia di Étienne Arnaud - cortometraggio (1912)
- Silent Jim - cortometraggio (1912)
- The Vengeance of the Fakir, regia di Henry J. Vernot - cortometraggio (1912)

- The Detective's Santa Claus - cortometraggio (1913)

- The Smouldering, regia di Frank Beal - cortometraggio (1915)
- The Clause in the Constitution, regia di Edward LeSaint - cortometraggio (1915)
- The Bridge of Time, regia di Frank Beal - cortometraggio (1915)
- Graft, regia di George Lessey, Richard Stanton - serial cinematografico (1915)

- The Far Country, regia di Frank Beal - cortometraggio (1916)